# Tiroteo de Nakhon Ratchasima
El tiroteo de Nakhon Ratchasima de 2020 fue un tiroteo masivo que tuvo lugar en Nakhon Ratchasima, Tailandia y sus alrededores, conocido coloquialmente como Korat, entre el 8 y el 9 de febrero de 2020. Un soldado del Real Ejército Tailandés mató a 30 personas e hirió a otras 58 antes de que las fuerzas de seguridad lo abatieran a tiros.
El ataque comenzó cuando el autor disparó y mató a su oficial al mando y a otras dos personas en el campamento militar de Surathamphithak (ค่าย สุร ธรรม พิทักษ์), la base donde estaba estacionado. Luego, el sospechoso robó armas y un Humvee militar y condujo hasta el centro comercial Terminal 21 Korat, ocupado por gran cantidad de compradores debido al feriado público Magha Puja, donde abrió fuego contra los presentes. En el camino al centro comercial, también disparó contra varias personas en el camino y en Wat Pa Sattha Ruam, un templo budista. Durante el ataque, el sospechoso publicó actualizaciones y compartió una transmisión en directo en su cuenta de Facebook. En su momento, fue el tiroteo masivo más mortífero en la historia de Tailandia.

## Los ataques

### Casa y campo militar de Suratham Phithak
El tiroteo comenzó aproximadamente a las 15:30 hora local del 8 de febrero de 2020 en una casa, donde el atacante llegó para discutir una disputa de propiedad con su comandante, el coronel Anantharot Krasae. Lo enfrentó, robó su arma y lo mató a tiros. Luego disparó y mató a la suegra del comandante. Luego, Jakrapanth fue a la base del ejército Surathamphitak donde trabajaba y asaltó el campamento, robando de un puesto de guardia y las armerías del campamento dos rifles de asalto Tipo 11 (una variante del HK33), una ametralladora M60 y 776 municiones, matando a un soldado en el proceso. Luego robó un Humvee e hirió al conductor. Jakrapanth escapó y abrió fuego contra dos policías y dos civiles, hiriéndolos. Los oficiales sufrieron múltiples heridas de bala en las piernas y la espalda.

### Templo budista y centro comercial Terminal 21 Korat
Después de la fuga, Jakrapanth comenzó a disparar en la calle: se detuvo frente a Wat Pa Sattha Ruam, un templo budista, y mató a ocho civiles y un oficial de policía. Luego llegó al centro comercial Terminal 21 Korat en la ciudad de Nakhon Ratchasima, donde dejó el vehículo y comenzó a disparar indiscriminadamente a personas fuera del centro comercial, antes de detonar un cilindro de gas de cocina, matando a 12 civiles. Luego ingresó al centro comercial, matando a dos personas y tomando dieciséis rehenes dentro del centro comercial en el cuarto piso. Jakrapanth transmitió en directo en Facebook Live durante el asedio y compartió fotos y memes en su página de perfil, aunque Facebook pronto eliminó su cuenta al ser informado.
Oficiales de policía y soldados irrumpieron en el centro comercial y exigieron la rendición de Jakrapanth, a lo que respondió abriendo fuego contra ellos, matando a dos policías y un soldado e hiriendo al menos a otros tres. Jakrapanth permaneció adentro durante varias horas, durante las cuales las autoridades llevaron a su madre para intentar convencerlo de que se rindiera. El 9 de febrero, a las 09:13 hora local, la policía anunció que habían disparado y matado a Jakrapanth.

## Perpetrador
El sargento mayor de primera clase Jakrapanth Thomma (จักรพันธ์ ถม มา, RTGS: Chakkraphan Thomma; 4 de abril de 1988-9 de febrero de 2020), de 31 años, nació en la provincia de Chaiyaphum. Antes del incidente, había sido estacionado en la Base Militar de Surathamphithak, donde tuvo lugar el primer tiroteo. Anteriormente recibió capacitación como suboficial y era un tirador experto.

## Efectos

### Uso de las redes sociales
El sospechoso publicó en las redes sociales durante su ataque, preguntando en Facebook si debería rendirse. Anteriormente había publicado una foto de una pistola y balas, titulada "Es hora de emocionarse" y "Nadie puede evitar la muerte". Facebook retiró la página y declaró: "Nuestros corazones están con las víctimas, sus familias y la comunidad afectada por esta tragedia en Tailandia. No hay lugar en Facebook para las personas que cometen este tipo de atrocidades, ni permitimos que las personas para alabar o apoyar este ataque.

### Críticas a la cobertura mediática
Los eventos del tiroteo fueron inicialmente cubiertos mediante transmisiones en directo cerca de la escena por emisoras televisivas tailandesas, que recibieron críticas públicas y gubernamentales por posiblemente proporcionar al pistolero información sobre los movimientos de las autoridades que intervienen en la escena.n. El regulador de transmisión de Tailandia, el NBTC, convocó una reunión con representantes de emisoras de televisión para discutir sus transmisiones en directo del sitio. El secretario general de la NBTC, Takorn Tanthasit, declaró que ordenó a todas las emisoras de televisión que dejaran de transmitir en directo la situación y cualquier otra información que pudiera haber interferido en la intervención de las autoridades, y emitió advertencias que fueron ignoradas por algunas emisoras, lo que implica que conducirá a acción disciplinaria. El hashtag # แบน ช่อง one ("Ban Channel One") # แบน ไทยรัฐ ("Ban Thairath") y # สื่อ ไร้ จรรยาบรรณ ("Medios sin ética") marcaron tendencia en Twitter en Tailandia en respuesta a la cobertura en directo de los medios de comunicación y redes sociales.